# Mikhaïl Maltsev
Pour les articles homonymes, voir Maltsev.
Mikhaïl Grigorievitch Maltsev (en russe : Михаил Григорьевич Мальцев), né le 12 mars 1998 à Saint-Pétersbourg en Russie, est un joueur professionnel russe de hockey sur glace. Il évolue au poste d'ailier.

## Biographie

### Carrière en club
Formé au SKA Saint-Pétersbourg, il débute en junior avec la Russie U18 dans la MHL lors de la saison 2015-2016. Lors du repêchage d'entrée dans la LNH 2016, les Devils du New Jersey le choisissent au 4e tour en 102e position. En 2016-2017, il poursuit sa formation en senior chez le SKA-Neva dans la VHL. Il joue ses premiers matchs dans la KHL en 2017-2018 avec le SKA Saint-Pétersbourg. En 2019, il part en Amérique du Nord et est assigné aux Devils de Binghamton dans la Ligue américaine de hockey. Le 31 janvier 2021, il joue son premier match dans la Ligue nationale de hockey avec les Devils face aux Sabres de Buffalo. Il inscrit son premier but dans la LNH lors de son deuxième match le 16 février 2021 face aux Rangers de New York.
Le 15 juillet 2021, il est échangé avec un choix de deuxième tour au repêchage 2021 à l'Avalanche du Colorado en retour de Ryan Graves.

### Carrière internationale
Il représente la Russie au niveau international. Il participe aux sélections jeunes.

## Statistiques

### En club
| Saison    | Équipe                | Ligue |                   | Saison régulière  | Saison régulière  | Saison régulière  | Saison régulière  | Saison régulière |   | Séries éliminatoires | Séries éliminatoires | Séries éliminatoires | Séries éliminatoires | Séries éliminatoires |
| Saison    | Équipe                | Ligue | PJ                | B                 | A                 | Pts               | Pun               | PJ               | B | A                    | Pts                  | Pun                  |                      |                      |
| 2015-2016 | Russie U18            | MHL   | 29                | 11                | 12                | 23                | 20                | 3                | 0 | 2                    | 2                    | 0                    |                      |                      |
| 2016-2017 | SKA-1946              | MHL   | 14                | 5                 | 9                 | 14                | 2                 | 3                | 1 | 1                    | 2                    | 2                    |                      |                      |
| 2016-2017 | SKA-Neva              | VHL   | 34                | 2                 | 13                | 15                | 21                | 11               | 3 | 2                    | 5                    | 4                    |                      |                      |
| 2017-2018 | SKA-1946              | MHL   | 7                 | 2                 | 0                 | 2                 | 8                 | 1                | 1 | 0                    | 1                    | 16                   |                      |                      |
| 2017-2018 | SKA Saint-Pétersbourg | KHL   | 18                | 0                 | 5                 | 5                 | 4                 | -                | - | -                    | -                    | -                    |                      |                      |
| 2017-2018 | SKA-Neva              | VHL   | 25                | 5                 | 12                | 17                | 10                | 20               | 3 | 5                    | 8                    | 14                   |                      |                      |
| 2018-2019 | SKA Saint-Pétersbourg | KHL   | 13                | 1                 | 1                 | 2                 | 0                 | 17               | 1 | 2                    | 3                    | 6                    |                      |                      |
| 2018-2019 | SKA-Neva              | VHL   | 31                | 7                 | 10                | 17                | 16                | -                | - | -                    | -                    | -                    |                      |                      |
| 2019-2020 | Devils de Binghamton  | LAH   | 49                | 11                | 10                | 21                | 10                | -                | - | -                    | -                    | -                    |                      |                      |
| 2020-2021 | SKA Saint-Pétersbourg | KHL   | 4                 | 0                 | 1                 | 1                 | 2                 | -                | - | -                    | -                    | -                    |                      |                      |
| 2020-2021 | Devils du New Jersey  | LNH   | 33                | 6                 | 3                 | 9                 | 4                 | -                | - | -                    | -                    | -                    |                      |                      |
| 2020-2021 | Devils de Binghamton  | LAH   | 1                 | 1                 | 0                 | 1                 | 0                 | -                | - | -                    | -                    | -                    |                      |                      |
| 2021-2022 | Avalanche du Colorado | LNH   | 18                | 0                 | 0                 | 0                 | 2                 | -                | - | -                    | -                    | -                    |                      |                      |
| 2021-2022 | Eagles du Colorado    | LAH   | 56                | 17                | 31                | 48                | 38                | 9                | 4 | 2                    | 6                    | 6                    |                      |                      |
| 2022-2023 | Avalanche du Colorado | LNH   | 5                 | 0                 | 0                 | 0                 | 0                 | -                | - | -                    | -                    | -                    |                      |                      |
| 2022-2023 | Eagles du Colorado    | LAH   | 28                | 11                | 10                | 21                | 8                 | 7                | 3 | 1                    | 4                    | 0                    |                      |                      |
| 2023-2024 | Reign d'Ontario       | LAH   | 21                | 4                 | 10                | 14                | 8                 | -                | - | -                    | -                    | -                    |                      |                      |
| 2023-2024 | HK Spartak Moscou     | KHL   | 16                | 2                 | 9                 | 11                | 18                | 11               | 2 | 1                    | 3                    | 2                    |                      |                      |
| 2024-2025 | HK Spartak Moscou     | KHL   | Saison en cours ? | Saison en cours ? | Saison en cours ? | Saison en cours ? | Saison en cours ? |                  |   |                      |                      |                      |                      |                      |

### En équipe nationale
| Année | Compétition                 |   | PJ | B | A | Pts | Pun | +/-             |  | Résultat |
| 2018  | Championnat du monde junior | 5 | 0  | 2 | 2 | 6   | -2  | Cinquième place |  |          |